# 金科拉陨击坑

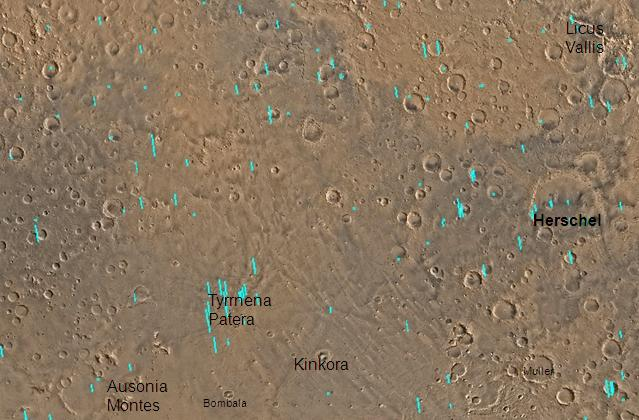
第勒尼安海区地图， 泰瑞火山口是一座主要的火山。

金科拉陨击坑（Kinkora）是火星第勒尼安海区的一座撞击坑，其中心坐标位于南纬24.95度、东经112.88度处，直径51.09公里，该特征名取自加拿大爱德华王子岛省金科镇，1991年被国际天文联合会行星系统命名工作组批准接受。
金科拉陨击坑是一座壁垒型撞击坑的范例。

## 图集

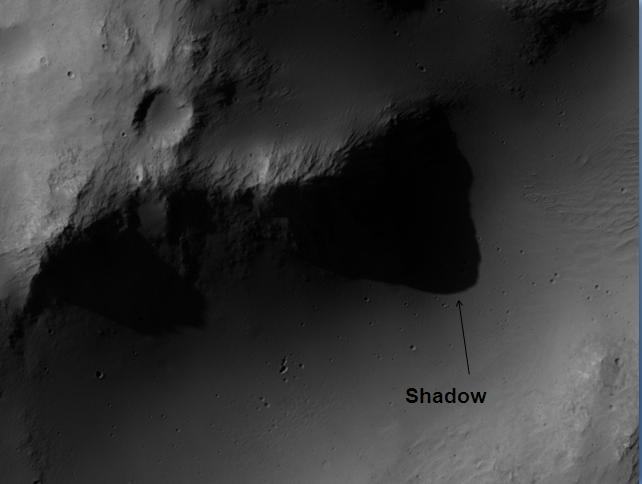
高分辨率成像科学设备显示的金科拉陨击坑边缘，可看到清晰的投影。
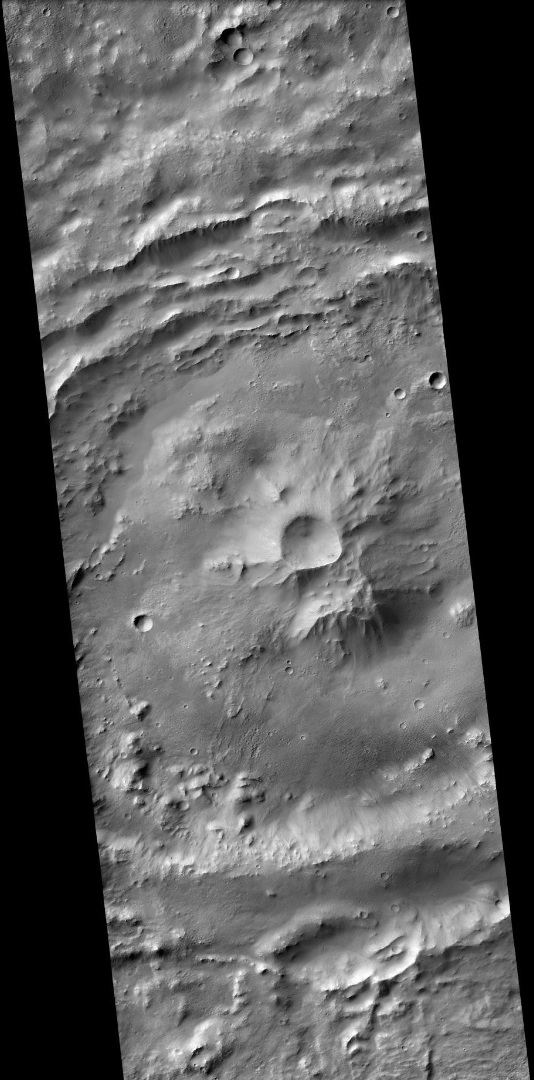
火星勘测轨道飞行器背景相机拍摄的金科拉陨击坑。

## 另请查看
- 高分辨率成像科学设备
- HiWish计划
- 撞击坑
- 撞击事件
- 火星撞击坑
- 火星矿石资源
- 行星体系命名法